# Iris innominata
Iris innominata là một loài thực vật có hoa trong họ Diên vĩ. Loài này được L.F.Hend. miêu tả khoa học đầu tiên năm 1930.